# Ндиайе, Рассул
Рассул Ндиайе (фр. Rassoul Ndiaye; род. 11 декабря 2001, Безансон) — сенегальский футболист, полузащитник клуба «Гавр».

## Клубная карьера
Ндиайе — воспитанник клуба «Сошо». 13 августа 2019 года в поединке Кубка лиги против «Парижа» Рассул дебютировал за основной состав. 4 февраля 2020 года в матче против «Нанси» он дебютировал в Лиге 2. 21 сентября 2021 года в поединке против «Генгама» Рассул забил свой первый гол за «Сошо». 
Летом 2023 года Ндиайе перешёл в «Гавр». Сумма трансфера составила 1,5 млн. евро. 13 августа в матче против «Монпелье» он дебютировал в Лиге 1. 